# کورین نمک
کورین نمک (انگلیسی: Corin Nemec؛ زاده ۵ نوامبر ۱۹۷۱) یک هنرپیشه اهل ایالات متحده آمریکا است. وی از سال ۱۹۸۳ میلادی تاکنون مشغول فعالیت بوده‌است.
از فیلم‌ها یا برنامه‌های تلویزیونی که وی در آن نقش داشته‌است می‌توان به دروازه ستارگان اس‌جی-۱، جنگ در خانه، جای استخوان‌ها و بهشت و جهنم بر روی زمین اشاره کرد.